# Teatro Tunas
El Teatro Tunas es el principal de los teatros de la ciudad y provincia de Las Tunas, en Cuba.

## Historia
Fue inaugurado el 15 de noviembre de 1947, como Cine-Teatro "Rivera", por su dueño original, el empresario español Isaac Rivera Castro. El edificio poseía, además del cine-teatro, un restaurante y un hotel de 18 habitaciones. 
En sus primeros años de existencia, en el teatro se presentaron el tenor mexicano José Mojica, el Orfeón Infantil Mexicano, Pedrito Rico, Lucho Gatica, Libertad Lamarque y Luis Aguilé, Leopoldo Fernández y Aníbal de Mar (Pototo y Filomeno), Los Chavales de España, la Orquesta Sinfónica Nacional de Cuba, Rosita Fornés, Gina León, el cuarteto Los Zafiros y la Orquesta Riverside, entre otros. 
Nacionalizado en la década de 1960, el cine-teatro pasó a llamarse "Tunas", nombre que conserva hasta la actualidad. En 1981, fue remodelado, perdiéndose parte de su capacidad original, que se redujo a aproximadamente 1000 espectadores. Sin embargo, volvió a ser remodelado en 2006, recuperando su capacidad original y transformando la segunda planta en un "Café Cantante". La tercera planta fue transformada en 2010 en la Sala "Tomás Gutiérrez Alea" para exhibiciones cinematográficas. 
Por sus escenarios han desfilado artistas como el cantante español Luis Gardey con la Orquesta de Música Moderna de Santiago de Cuba, el pianista Jorge Luis Prats, Los Cinco Latinos, Martha Jean Claude, la mexicana María de Lourdes, Danza Nacional de Cuba, Pablo Milanés y Silvio Rodríguez, el búlgaro Biser Kirov, el grupo vietnamita de rock “Flor de Loto”, el Ballet Nacional de Cuba, el Conjunto Folclórico Nacional, el Teatro Lírico Nacional y el “Rodrigo Prats”, de Holguín, el Orfeón Santiago y otros muchos.